# Turpinia formosana
Turpinia formosana là một loài thực vật có hoa trong họ Staphyleaceae. Loài này được Nakai miêu tả khoa học đầu tiên năm 1924.